# Coupe Memorial 1992
Navigation
Édition précédente Édition suivante
L'édition 1992 de la Coupe Memorial est présenté du 9 au 17 mai 1992 à Seattle, État de Washington. Elle regroupe les champions de chacune des divisions de la Ligue canadienne de hockey, soit la Ligue de hockey junior majeur du Québec (LHJMQ), la Ligue de hockey de l'Ontario (LHO) et la Ligue de hockey de l'Ouest (LHOu)

## Équipes participantes
- Le Collège-Français de Verdun représente la Ligue de hockey junior majeur du Québec.
- Les Greyhounds de Sault Ste. Marie représente la Ligue de hockey de l'Ontario.
- Les Blazers de Kamloops représente la Ligue de hockey de l'Ouest.
- Les Thunderbirds de Seattle de la LHOu en tant qu'équipe hôte.

## Classement de la ronde Préliminaire
| Équipe                         | PJ | V | D | BP | BC | Pts |
| ------------------------------ | -- | - | - | -- | -- | --- |
| Greyhounds de Sault Ste. Marie | 3  | 3 | 0 | 14 | 8  | 6   |
| Blazers de Kamloops            | 3  | 2 | 1 | 10 | 7  | 4   |
| Thunderbirds de Seattle        | 3  | 1 | 2 | 9  | 10 | 2   |
| Collège-Français de Verdun     | 3  | 0 | 3 | 5  | 13 | 0   |

## Résultats

### Résultats du tournoi à la ronde
Voici les résultats du tournoi à la ronde pour l'édition 1992 :

## Effectifs
Voici la liste des joueurs des Blazers de Kamloops, équipe championne du tournoi 1992 :
- Entraîneur : Tom Renney
- Gardiens : Corey Hirsch et Dale Masson.
- Défenseurs : Craig Bonner, Scott Ferguson, Scott Niedermayer, Darryl Sydor, David Wilkie et Steve Yule.
- Attaquants : Jarrett Bousquet, Zac Boyer, Jarrett Deuling, Shayne Green, Ryan Huska, Lance Johnson, Todd Johnson, Robert LeLacheur, Scott Loucks, Craig Lyons, Mike Mathers, Chris Murray, Tyson Nash, Ed Patterson, Rod Stevens, Darcy Tucker et Jeff Watchorn.

## Honneurs individuels
- Trophée Stafford-Smythe (meilleur joueur) : Scott Niedermayer (Blazers de Kamloops)
- Trophée George-Parsons (meilleur esprit sportif) : Colin Miller (Greyhounds de Sault Ste. Marie)
- Trophée Hap-Emms (meilleur gardien) : Corey Hirsch (Blazers de Kamloops)

Équipe d'étoiles :
- Gardien : Corey Hirsch (Blazers de Kamloops)
- Défenseurs : Scott Niedermayer (Blazers de Kamloops) — Drew Bannister (Greyhounds de Sault Ste. Marie)
- Centre : Colin Miller (Greyhounds de Sault Ste. Marie)
- Ailier gauche : Mike Mathers (Blazers de Kamloops)
- Ailier droit : Turner Stevenson (Thunderbirds de Seattle)